# Американо-гвинейские отношения
Американо-гвинейские отношения — двусторонние дипломатические отношения между США и Гвинеей. Государства являются членами Организации Объединённых Наций (ООН).
Согласно данным U.S. Global Leadership Report за 2012 год, 89 % гвинейцев одобряют лидерство США, 8 % не одобряют и 3 % сомневаются, что является самым благоприятным мнением о США во всей Африке и мире в то время.

## История
Соединённые Штаты поддерживают тесные отношения с Гвинеей. Политика США направлена на поощрение демократических реформ Гвинеи, её позитивный вклад в региональную стабильность, а также устойчивое экономическое и социальное развитие. США также стремятся содействовать увеличению частных инвестиций США в развивающуюся экономику Гвинеи.
Хотя США осудили военный переворот 2008 года в Гвинее, до переворота у них были «близкие отношения» с Гвинеей. После окончания президентских выборов в Гвинее в 2010 году США восстановили прочные дипломатические отношения в целях поддержки демократических реформ. США предоставили Гвинее обширную иностранную помощь после окончания периода переворота.
Однако, Государственный департамент США немедленно осудил военный переворот 5 сентября 2021 года и предупредил, что насилие и любые внеконституционные меры могут ограничить способность США и других международных партнеров Гвинеи поддерживать страну. США призвали к национальному диалогу, чтобы найти мирный и устойчивый путь вперед.

## Политические отношения
Посольство США находится в Коломе, Конакри, Гвинея.
Миссия США в Гвинее состоит из пяти агентств: Государственного департамента, Агентства США по международному развитию (USAID), Корпуса мира, Министерства финансов США и Министерства обороны. В дополнение к выполнению полного спектра дипломатических функций Миссия США также управляет программой военной помощи, в рамках которой было выделено почти 331 000 долларов США на программы военного образования, повышения квалификации и языковой подготовки.
USAID в Гвинее в настоящее время является одной из пяти миссий по устойчивому развитию в Западной Африке, с основными программами в области начального образования, здоровья семьи, демократии и управления, а также управления природными ресурсами.
После временной приостановки из-за общенациональных политических беспорядков в начале 2007 года программа Корпуса мира в Гвинее возобновила свою деятельность в конце июля. До приостановки у Корпуса мира было более 100 добровольцев по всей стране, и программа постепенно снова увеличивает свою численность. Волонтеры работают в четырех проектных областях: среднее образование, окружающая среда/агролесоводство, общественное здравоохранение и профилактика ВИЧ/СПИДа, а также развитие малого бизнеса. В последние несколько лет в Гвинее также действовала программа Кризисный корпус.